# Wiesław Andrzej Szczepański
Wiesław Andrzej Szczepański (Chrośnica; 1 de Junho de 1960 — ) é um político da Polónia. Ele foi eleito para a Sejm em 25 de Setembro de 2005 com 8253 votos em 36 no distrito de Kalisz, candidato pelas listas do partido Sojusz Lewicy Demokratycznej.
Ele também foi membro da Sejm 1993-1997, Sejm 1997-2001, Sejm 2005-2007, Sejm 2007-2011, Sejm 2019-2023, Sejm 2023-2027.